# 科洛尔诺
科洛尔诺（義大利語：Colorno），是意大利帕尔马省的一个市镇。总面积48平方公里，人口8989人，人口密度187.3人/平方公里（2009年）。ISTAT代码为034010。